# Col·legi Immaculada Concepció Argentona
Col·legi Immaculada Concepció Argentona (CIC Argentona) fou un club de bàsquet femení d'Argentona, fundat l'any 1955. També conegut per les sigles CIC, l'equip fou impulsat al col·legi per la germana Plàcida, pedagoga i esportista multidisciplinar. Amb Esteve Canal com a entrenador, el club disputà la lliga de Educación y Descanso aconseguint dos títols de Copa el 1957 i 1958. El 1958 va disputar competicions oficials de la Federació Catalana de Bàsquet, aconseguint tres Campionats de Catalunya durant la dècada dels 60. Les jugadores del CIC van ser pioneres en l'àmbit esportiu, arribant a la final del torneig europeu júnior, essent-ne campiones l'any 1959 a Lovaina i el 1961 a Estrasburg, i subcampiones el 1960 a Sant Sebastià. Al final de la temporada 1964-65 va aconseguir l'ascens a la primera divisió de Lliga espanyola, però no el va poder fer efectiu degut a la mancança d'una pista adequada i l'alta despesa econòmica de la competició. Per aquest motiu, moltes de les seves jugadores marxaren al CE Mataró, a qui cedí la seva plaça. D'entre les seves jugadores destacà Carme Famadas, escollida tres vegades millor jugadora de basquet d'Espanya i internacional amb la selecció espanyola. El 2023 les jugadores del CIC van rebre la Medalla d'Honor de l'Ajuntament d'Argentona.

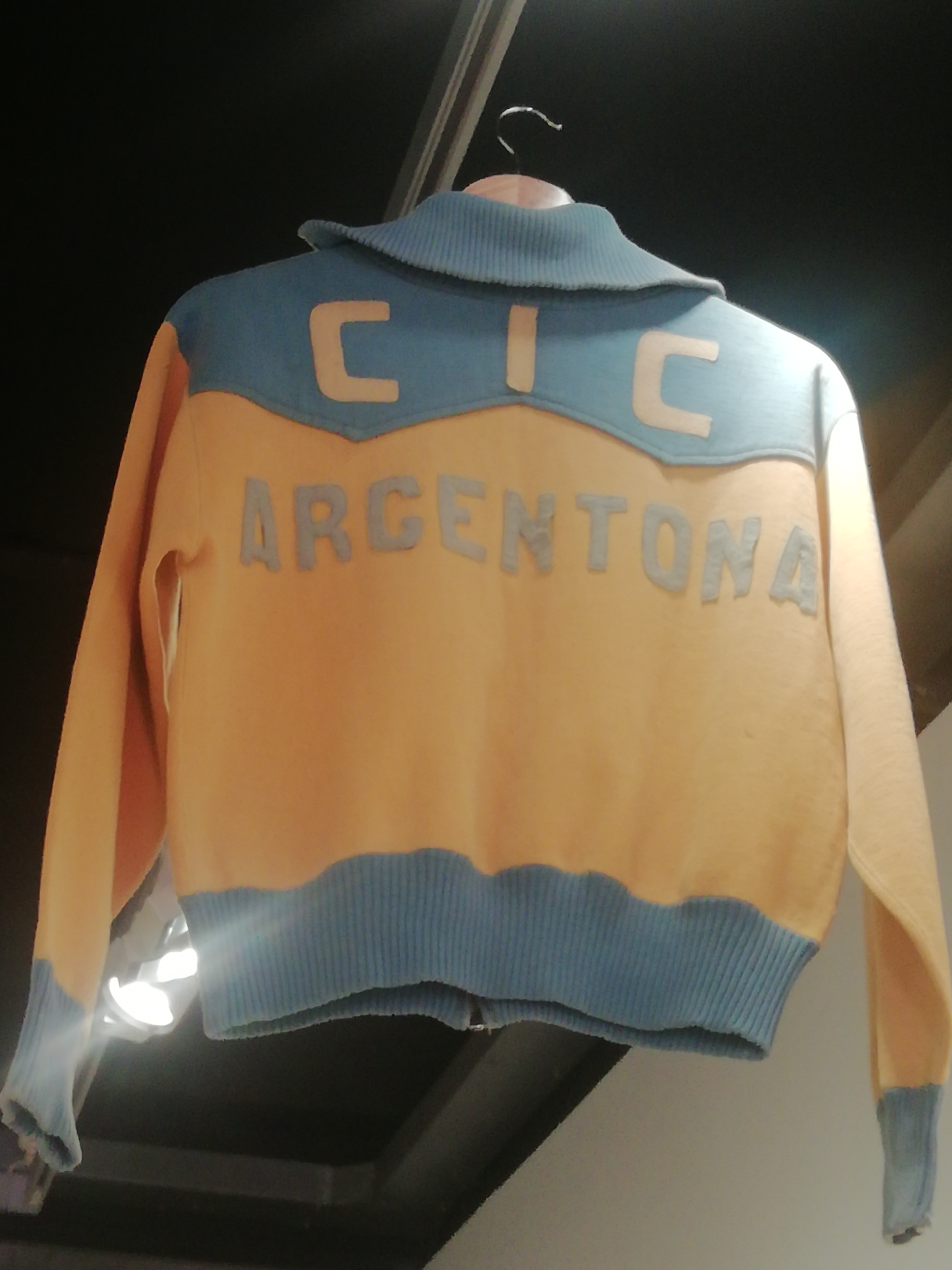
Uniforme de l'equip CIC Argentona.

## Palmarès
- 3 Campionat de Catalunya de bàsquet femení: 1960, 1961, 1965